# Black Lab Linux
Black Lab Linux fue una distribución Linux de software libre  para hardware x86 y x86_64. Fue lanzada por primera vez en noviembre de 2013, por PC/OpenSystems LLC. Black Lab Linux está basado en Ubuntu adaptada tanto para uso general de escritorio como para el usuario más técnico. Está hecho comercialmente por PC/OpenSystems LLC para equipos de escritorio, centros educativos, así como para la computación paralela.
Anteriormente conocido como OS/4, el producto fue renombrado por Roberto J. Döhnert y el equipo de software a Black Lab Linux, después de que la USPTO denegó su solicitud de marca para OS/4. PC/OpenSystems LLC había adquirido los derechos sobre el nombre Black Lab Linux en 2008 tras la adquisición de Terrasoft Soluciones por Fixstars. En este momento el paquete Black Lab Linux no comparte ningún código o similitudes de plataforma con el producto de Terrasoft Soluciones llamado Black Lab Linux, ya que el lanzamiento de Terrasoft Soluciones fue para el Procesador de Apple PowerPC. Los productos de Fixstars Linux, Yellow Dog Linux e Y-HPC, se desarrollan actualmente en con la marca Yellow Dog Linux.
Tras la compra de las propiedades intelectuales de Linspire a Bridgeways, Inc. en 2018, PC/OpenSystems LLC suspendió Black Lab Linux en favor de Linspire y Freespire. 